# Ivan Plander
Ivan Plander (Myjava, 17 de setembro de 1928 – 26 de outubro de 2019) foi um pioneiro da computação eslovaco.
Plander obteve um doutorado na Universidade Técnica Checa em Praga com um título de Doktor nauk na Universidade Eslovaca de Tecnologia de Bratislava.
Em 1978 foi cofundador e até 1989 diretor do Instituto de Cibernética da Academia de Ciências da Eslováquia.
A partir de 1969 desenvolveu o processador de 16-bits RPP-16, que foi produzido a partir de 1974. Foi baseado em circuitos integrados da Texas Instruments.
Em 1988 foi eleito membro estrangeiro da Academia de Ciências da Rússia.
Recebeu o Prêmio Pioneiro da Computação de 1996.